# Самал Єслямова
Самал Єслямова (*1 вересня 1984) — казахська акторка.
Закінчила Російський інститут театрального мистецтва у 2011 році.

## Вибіркова фільмографія
- 2008 : Тюльпан
- 2018 : Айка